# First And Last
Skynyrd's First and... Last är ett album med Lynyrd Skynyrd från 1978.

## Låtlista
1. "Down South Jukin'"
2. "Preacher's Daughter"
3. "White Dove"
4. "Was I Right Or Wrong"
5. "Lend A Helpin' Hand"
6. "Wino"
7. "Comin' Home"
8. "The Seasons"
9. "Things Goin' On"